# Голяма вретенарка
Голямата вретенарка (Zingel zingel), също обикновена вретенарка, е вид бодлоперка от семейство Percidae. Видът не е застрашен от изчезване.

## Разпространение
Разпространен е в Австрия, Босна и Херцеговина, България, Германия, Молдова, Полша, Република Македония, Румъния, Словакия, Словения, Сърбия, Украйна, Унгария, Хърватия, Черна гора и Чехия.

## Описание
На дължина достигат до 48 cm.